# Stazione di Ōmiya (Kyoto)
La stazione di Ōmiya (大宮駅?, Ōmiya-eki) è una stazione ferroviaria delle Ferrovie Hankyū situata a Kyoto, nel quartiere di Nakagyō-ku, nel centro della città. Fino al 1963, quando la linea venne estesa alla stazione di Kawaramachi, Ōmiya era il capolinea della linea per Kyoto.

## Linee
- Ferrovie Hankyū
  - ■ Linea principale Hankyū Kyōto